# Pleasant Dreams
Pleasant Dreams – szósty studyjny album zespołu Ramones, wydany 29 lipca 1981 roku przez Sire Records. Reedycja z 2002 (Rhino Records) została uzupełniona dodatkowymi utworami.

## Lista utworów
1. „We Want the Airwaves” (Joey Ramone) – 3:22
2. „All's Quiet on the Eastern Front” (Dee Dee Ramone) – 2:14
3. „The KKK Took My Baby Away” (Joey Ramone) – 2:32
4. „Don't Go” (Joey Ramone) – 2:48
5. „You Sound Like You're Sick” (Dee Dee Ramone) – 2:42
6. „It's Not My Place (In the 9 to 5 World)” (Joey Ramone) – 3:24
7. „She's a Sensation” (Joey Ramone) – 3:29
8. „7-11” (Joey Ramone) – 3:38
9. „You Didn't Mean Anything to Me” (Dee Dee Ramone) – 3:00
10. „Come On Now” (Dee Dee Ramone) – 2:33
11. „This Business Is Killing Me” (Joey Ramone) – 2:41
12. „Sitting in My Room” (Dee Dee Ramone) – 2:30

### CD 2002 (Rhino Records)
1. „Touring” (1981 version) (Joey Ramone) – 2:49
2. „I Can't Get You Out of My Mind” (Ramones) – 3:24
3. „Chop Suey” (Alternate Version) (Joey Ramone) – 3:32
4. „Sleeping Troubles” (Demo) (Ramones) – 2:07
5. „Kicks to Try” (Demo) (Ramones) – 2:09
6. „I'm Not an Answer” (Demo) (Ramones) – 2:55
7. „Stares in This Town” (Demo) (Ramones) – 2:26

## Skład
- Joey Ramone – wokal
- Johnny Ramone – gitara
- Dee Dee Ramone – gitara basowa
- Marky Ramone – perkusja

Gościnnie:
- Dick Emerson – instr. klawiszowe
- Dave Hassel – instr. perkusyjne
- Graham Gouldman – dalszy wokal, producent
- Russell Mael – dalszy wokal
- Ian Wilson – dalszy wokal
- Deborah Harry – dalszy wokal
- Kate Pierson – dalszy wokal
- Cindy Wilson – dalszy wokal